# 离开雷锋的日子
《离开雷锋的日子》是1996年上映的中国大陆剧情片，由康宁、雷献禾联合执导，王兴东编剧，吴军、刘佩琦、方子哥、宋春丽等主演，讲述了雷锋的战友乔安山，因一次意外车祸造成雷锋死亡，随后留下了一系列学雷锋事迹的故事。该片是第六届精神文明建设“五个一工程”获奖作品。